# NGC 3078
NGC 3078 (другие обозначения — ESO 499-27, MCG -4-24-9, AM 0956-264, PGC 28806) — эллиптическая галактика (E3) в созвездии Гидра.
Этот объект входит в число перечисленных в оригинальной редакции «Нового общего каталога».
Галактика NGC 3078 входит в состав группы галактик NGC 3054. Помимо NGC 3078 в группу также входят NGC 3051, ESO 499-32, NGC 3084, NGC 3089, IC 2531, NGC 3054, ESO 499-26 и IC 2537.
В ядерном диске галактики содержится ионизированный газ.